# Gran Premio d'Australia 2022
Il Gran Premio d'Australia 2022 è stata la terza prova della stagione 2022 del campionato mondiale di Formula 1. La gara si è disputata domenica 10 aprile sul circuito di Albert Park a Melbourne ed è stata vinta dal monegasco Charles Leclerc su Ferrari, al quarto successo in carriera; Leclerc ha preceduto sotto la bandiera a scacchi il messicano Sergio Pérez su Red Bull Racing-RBPT e il britannico George Russell su Mercedes.
Per Charles Leclerc è il primo Grand Chelem (pole position, giro veloce e vittoria del Gran Premio conducendo tutti i giri in testa) in carriera in Formula 1. All'intero weekend di gara hanno assistito 419 114 spettatori, all'epoca nuovo record per il Gran Premio d'Australia a Melbourne.

## Vigilia

### Sviluppi futuri
La Federazione annuncia il ritorno nel calendario del campionato mondiale di Formula 1 per la stagione successiva del Gran Premio di Las Vegas, per la prima volta dalla stagione 1982. La gara si disputerà su un nuovo tracciato cittadino tra le vie della Las Vegas Strip, e costituirà il terzo Gran Premio negli Stati Uniti d'America dopo quello di Miami della località omonima, debuttante in questa stagione, e quello omonimo a Austin, sede a partire dal 2012. Per la prima volta dalla stagione 1982, quando ebbero luogo nello stesso campionato, nell'ordine, il Gran Premio degli Stati Uniti d'America-Ovest a Long Beach, quello dell'Est a Detroit, e il già citato Gran Premio di Las Vegas della località omonima, il calendario presenterà tre gare da disputarsi negli Stati Uniti d'America. Il ritorno del Gran Premio viene collocato nel mese di novembre, e si disputerà in notturna e al sabato, per la prima volta dal Gran Premio del Sudafrica 1985.

### Aspetti tecnici
Per questo Gran Premio la Pirelli, fornitore unico degli pneumatici, offre la scelta tra gomme di mescola C2, C3 e C5. Per la prima volta dalla stagione 2018, precisamente nel Gran Premio di Russia, l'azienda italiana designa il salto di mescola della gamma degli pneumatici selezionabili. All'epoca per la gara russa furono scelte le gomme di mescola denominate soft, ultrasoft e hypersoft.
A partire da questa edizione del Gran Premio, la corsa si disputa su una diversa configurazione del tracciato, al fine di favorire i sorpassi. La precedente configurazione, da percorrere in senso orario per 58 giri, pari a 307,574 km, e la quale presentava una lunghezza di 5 303 km, snodandosi attraverso 16 curve, 10 a destra e 6 a sinistra, utilizzata dal 1996, quando la massima categoria traslocò dal circuito di Adelaide a quello di Albert Park di Melbourne, fino al 2020, prima dell'annullamento del Gran Premio a causa delle problematiche dettate dalla pandemia di COVID-19, è stata modificata in diversi tratti. Le modifiche dovevano entrare in vigore a partire dall'edizione 2021 della gara, ma a causa del suo successivo annullamento sempre per via dell'emergenza sanitaria, i nuovi cambiamenti sono utilizzabili a partire da questa edizione della gara.
Le modifiche hanno riguardato la curva 1, la quale è stata ampliata di 2,5 metri alla destra del pilota, la curva 3, allargata di 4 metri, la curva 6, allargata di oltre 7,5 metri alla destra del pilota, consentendo adesso di attraversarla con maggiore velocità, la curva 11, allargata di tre metri al suo interno, e la curva 13, allargata a sua volta nella zona interna. Il cambiamento più significativo ha riguardato la rimozione della chicane che comprendeva le vecchie curve 9 e 10, in modo da rendere il tratto del circuito più veloce tramite un nuovo rettilineo di 1,3 km, il più lungo adesso del tracciato, e probabile oggetto di una quarta zona per l'utilizzo del DRS, dopo le tre già in uso nella vecchia configurazione. Dalle simulazioni effettuate, il tempo di percorrenza sul giro viene ridotto di cinque secondi, con velocità oltre i 330 km/h nel nuovo tratto veloce.
L'intero tracciato è stato riasfaltato per la prima volta in 25 anni, e la pit lane ampliata di due metri, portando il limite di velocità in corsia box da 60 a 80 km/h. Tutte le barriere di protezione installate nelle zone della pista oggetto di cambiamenti sono state reallineate e alcune allungate per seguire la nuova conformazione del layout. La pista, da percorrere comunque sempre in senso orario, presenta adesso una lunghezza di 5 278 km e si snoda attraverso 14 curve, 9 a destra e 5 a sinistra. Il primo intermedio è adesso posizionato 120 metri prima della curva 6, mentre il secondo intermedio 140 metri prima della curva 9. Lo speed trap, ovvero il punto in cui viene rilevata la velocità massima, 120 metri prima della curva 1. La nuova distanza di gara è sempre prevista di 58 giri, ma pari a 306,124 km.
La Federazione stabilisce quattro zone per l'utilizzo del DRS, grazie alle modifiche al layout, una in più rispetto all'ultima edizione della gara, quella del 2019. Le prime due zone sono stabilite, come nella precedente configurazione, sul rettilineo dei box e nel tratto compreso tra la curva 2 e la curva 3, con un unico detection point fissato prima della curva 13; le altre due zone sono stabilite tra la curva 8 e la curva 9, ovvero il nuovo tratto del circuito, e tra la curva 10 e la curva 11, come nel precedente layout, con anche in questo caso un unico detection point, fissato dopo la curva 6. Il circuito dell'Albert Park diviene il primo tracciato in Formula 1 a presentare ben quattro zone per l'utilizzo del dispositivo mobile fin dalla sua introduzione nella massima categoria durante stagione 2011.
La Federazione rende noto che al termine della gara del precedente Gran Premio d'Arabia Saudita, tra le prime dieci vetture classificate è stata sorteggiata la Mercedes di Lewis Hamilton per le verifiche tecniche. Le ispezioni hanno riguardato i componenti dell'intera sospensione anteriore. Tutti i componenti ispezionati sono risultati essere conformi al regolamento tecnico.
Prima del Gran Premio, la Federazione ricorda ai piloti che è vietato indossare gioielli durante le sessioni, garantendo che siano rispettati gli standard di sicurezza, evitando che un pilota possa esporsi a ulteriori rischi di infortunio in caso di incidenti pesanti. Se un pilota dovesse essere scoperto a essere in violazione di questa regola, può incappare in una sanzione. La FIA, inoltre, dopo due incidenti avvenuti nel campionato Supercars, una delle categorie di contorno alla gara, decide di accorciare la barriera di protezione di 20 metri alla curva 5.
Nella giornata del mercoledì, la Haas utilizza il primo di otto coprifuochi concessi durante la stagione per effettuare le operazioni sulle proprie vetture. Il team statunitense non riceve sanzioni.
Prima dell'inizio della prima sessione di prove libere del venerdì, sulla vettura di Daniel Ricciardo e Mick Schumacher viene installata la seconda scatola del cambio e la seconda trasmissione. Entrambi i piloti non sono penalizzati sulla griglia di partenza in quanto i nuovi componenti rientrano tra quelli utilizzabili nel numero massimo stabilito dal regolamento tecnico.
Sulla vettura di Lando Norris viene installata la seconda unità relativa al motore a combustione interna, al turbocompressore, all'MGU-H, all'MGU-K e all'impianto di scarico. Sulla vettura di Fernando Alonso viene installata la terza unità relativa al motore a combustione interna, al turbocompressore, all'MGU-H, all'MGU-K e all'impianto di scarico, e la seconda unità relativa al sistema del recupero dell'energia e all'unità di controllo elettronico. Sulla vettura di Yuki Tsunoda viene installata la terza unità relativa al motore a combustione interna, al turbocompressore, all'MGU-H e all'MGU-K. Sulla vettura di Mick Schumacher viene installata la seconda unità relativa al sistema del recupero dell'energia, all'unità di controllo elettronico e all'impianto di scarico. Sulla vettura di Charles Leclerc e Carlos Sainz Jr. viene installata la seconda unità relativa all'impianto di scarico. Tutti i piloti non sono penalizzati sulla griglia di partenza in quanto i nuovi componenti installati rientrano tra quelli utilizzabili nel numero massimo stabilito dal regolamento tecnico.
Prima dell'inizio della terza sessione di prove libere del sabato, la Federazione, per motivi di sicurezza, rimuove la nuova zona DRS stabilita nel nuovo tratto veloce tra le curve 8 e 9. Il detection point per la zona DRS stabilita tra la curva 10 e la curva 11 viene spostato prima della curva 9. Inoltre, la FIA distribuisce una nota sottolineando quale sia la condotta da adottare in regime di safety car, quando la vettura di sicurezza spegne le luci per segnalare l'imminente ripartenza. I piloti non possono affiancarsi alla vettura che precede e si può restare solo alle spalle o comunque su un'altra traiettoria badando bene al fatto che l'asse anteriore non vada a invadere quello posteriore della vettura che precede. La nota non si limita solo a chi segue, ma anche a chi essendo leader ha il compito di gestire la ripartenza. Ogni frenata o accelerazione improvvisa dal momento in cui la safety car spegne le luci è giudicata in qualità di manovra pericolosa per gli altri piloti.

### Aspetti sportivi
Il Gran Premio rappresenta il terzo appuntamento stagionale a distanza di due settimane dalla disputa del Gran Premio d'Arabia Saudita, seconda gara del campionato. Il Gran Premio d'Australia torna a fare parte del calendario del campionato mondiale di Formula 1 per la prima volta dalla stagione 2019, quando caratterizzò l'apertura del mondiale. Le edizioni del 2020 e 2021, anch'esse programmate come gare d'apertura del campionato, furono annullate per via delle problematiche dettate dalla pandemia di COVID-19: nel primo caso la Federazione annullò la gara a poche ore dalla prima sessione di prove libere del venerdì, dopo che un meccanico della McLaren risultò positivo al SARS-CoV-2, mentre nel secondo caso il Gran Premio, inizialmente posticipato più avanti nel corso della stagione, fu successivamente annullato dopo le decisioni prese dal governo riguardanti l'emergenza sanitaria.
Presente nel calendario del campionato mondiale di Formula 1 fin dalla stagione 1985, il ritorno del Gran Premio d'Australia, a differenza delle precedenti stagioni in cui rappresentava l'apertura del mondiale, occorrenza verificatasi fino al 2019 prima delle edizioni 2020 e 2021 annullate a causa della pandemia, viene collocato dalla Federazione nel mese di aprile, al terzo appuntamento del campionato. È la seconda volta, dopo l'edizione del 2006, che il Gran Premio viene disputato in questo mese. Anche nel 2006 la corsa caratterizzò la terza gara del campionato. Il contratto per la disputa della gara nel calendario mondiale è valevole fino alla stagione 2025. Sponsor del Gran Premio per questa edizione è, per la prima volta, l'azienda olandese produttrice di birra Heineken.
Il pilota cinese Zhou Guanyu dell'Alfa Romeo, il giapponese Yuki Tsunoda dell'AlphaTauri e il tedesco Mick Schumacher della Haas gareggiano sul circuito dell'Albert Park di Melbourne per la prima volta in carriera. Il 60% dei piloti iscritti al campionato ha debuttato in Formula 1 su questo tracciato, salvo Zhou, Tsunoda e Schumacher, che hanno debuttato sul circuito di Manama, il francese Pierre Gasly dell'AlphaTauri sul circuito di Sepang, il canadese Nicholas Latifi della Williams al Red Bull Ring, il francese Esteban Ocon dell'Alpine sul circuito di Spa-Francorchamps, l'australiano Daniel Ricciardo della McLaren sul circuito di Silverstone e il tedesco Sebastian Vettel dell'Aston Martin sul circuito di Indianapolis.
Il pilota tedesco dell'Aston Martin, Sebastian Vettel, dopo avere saltato i due precedenti Gran Premi di Bahrein e Arabia Saudita a causa della positività al SARS-CoV-2, e venendo sostituito dal pilota di riserva della scuderia, il connazionale Nico Hülkenberg, partecipa regolarmente alla gara, grazie al tampone negativo. Per Vettel si tratta quindi del debutto da pilota titolare in questa stagione. Anche l'altro pilota tedesco della Haas, Mick Schumacher, dopo avere saltato la gara del precedente Gran Premio d'Arabia Saudita a causa di un incidente in qualifica in quanto la scuderia statunitense non disponeva di materiale sufficiente per assemblare la vettura dopo l'incidente, torna a disputare regolarmente una gara. Il costruttore partecipa al suo centoventicinquesimo Gran Premio in Formula 1. La squadra, comunque, non è in possesso di pezzi di ricambio sufficienti per riparare la Haas VF-22 danneggiata da Mick Schumacher sul circuito di Gedda, presentandosi quindi per questo appuntamento senza la vettura di riserva.
La Ferrari sigla un nuovo contratto con Mission Winnow, il quale figura tra le partnership minori della squadra, senza quindi assumere il ruolo da title sponsor della scuderia, come nel primo contratto firmato nel corso della stagione 2018 alla vigilia del Gran Premio del Giappone. Prima dell'inizio del campionato, Mission Winnow aveva deciso di non rinnovare il contratto di title sponsor con la squadra per via delle restrizioni governative durante le ultime tre stagioni che le avevano impedito di mostrare, in alcuni Gran Premi, inclusi tutti quelli della stagione 2020, il logo dell'azienda sulla livrea delle vetture. La McLaren viene premiata con tre stelle dalla FIA. Il team di Woking riceve per il nono anno consecutivo il massimo riconoscimento per le pratiche volte alla sostenibilità ambientale. La Formula 1 annuncia una partnership quinquennale con l'impresa statunitense Salesforce, leader mondiale nella gestione dei rapporti con i clienti.
L'ingegnere capo della Red Bull Racing, Guillaume Rocquelin, lascia il team austriaco al termine di questo Gran Premio. Il francese aveva iniziato la sua avventura con la squadra nel 2008. È stato prima ingegnere di pista dell'ex pilota britannico David Coulthard e poi, dal 2009 al 2014, di Sebastian Vettel. Con il tedesco ha portato a casa quattro titoli mondiali piloti. Dal 2015 occupava l'attuale ruolo. A ereditare parte delle sue mansioni sarà Gianpiero Lambiase. L’italiano riceverà una promozione ma manterrà comunque la funzione di ingegnere di pista di Max Verstappen. La loro collaborazione dura sin dall’approdo di Verstappen in Red Bull Racing, nel Gran Premio di Spagna 2016. Precedentemente aveva occupato lo stesso ruolo con il russo Daniil Kvjat.
Il pilota thailandese della Williams, Alexander Albon, è penalizzato di tre posizioni sulla griglia di partenza a causa di una collisione con il pilota canadese dell'Aston Martin, Lance Stroll, nel corso del precedente Gran Premio d'Arabia Saudita.
Per questo Gran Premio, come il precedente, la FIA designa il tedesco Niels Wittich quale direttore di gara. L'ex pilota di Formula 1 Enrique Bernoldi è nominato commissario aggiunto. Il brasiliano ha svolto in passato, in diverse occasioni, tale funzione, l'ultima nel precedente Gran Premio d'Arabia Saudita. È la casa automobilistica inglese Aston Martin a fornire la safety car e la medical car.

## Prove

### Resoconto
Nella sessione mattutina si pone in vetta alla classifica dei tempi Carlos Sainz Jr., che stacca di mezzo secondo l'altro pilota della Ferrari, Charles Leclerc. A causa delle modifiche del tracciato, rispetto all'ultima gara disputata, quella del 2019, i tempi sono più bassi: Sainz Jr. coglie un rilievo cronometrico di quasi quattro secondi più rapido del migliore della stessa sessione dell'ultima edizione. Alla Ferrari si sono anche verificati alcuni contrattempi, con Sainz Jr. che ha iniziato la sessione in leggero ritardo, per un problema a un sensore, mentre Leclerc è finito anche nella ghiaia, dopo un tentativo di partenza. In seguito la vettura, ferma ai box, è caduta dai cavalletti, senza riportare danni.
Alle spalle del duo della scuderia italiana, si sono piazzate le due Red Bull Racing, con Sergio Pérez più veloce di Max Verstappen, che ha provato, senza successo, un particolare assetto, poi modificato. Lando Norris è quinto, ma staccato di oltre un secondo dal tempo di Sainz Jr.. Il pilota della McLaren ha preceduto Esteban Ocon e Lewis Hamilton. Sebastian Vettel, al rientro dopo due gare, ha subito il cedimento del motore della sua Aston Martin, dovendo anche aiutare i commissari di pista a spegnere un principio d'incendio sulla sua monoposto.
Al termine della prima sessione di prove libere del venerdì, Carlos Sainz Jr. e Zhou Guanyu vengono convocati dai commissari sportivi in quanto il pilota spagnolo ha ostacolato quello cinese alla curva 14. Sainz Jr. riceve una reprimenda, la prima della stagione. Lance Stroll e Kevin Magnussen vengono convocati in quanto il pilota canadese ha ostacolato quello danese alla curva 3. Stroll non riceve sanzioni.
La Ferrari conferma la sua competitività, anche nella sessione pomeridiana. In questo caso il pilota migliore è stato Leclerc, che è stato l'unico pilota a scendere sotto il minuto e 19 secondi, utilizzando due giri di riscaldamento delle gomme. A due decimi si è classificato Verstappen, penalizzato, nel corso della sessione, dal sottosterzo. Sainz Jr. è terzo, mentre Fernando Alonso è salito al quarto posto, davanti a Pérez e all'altro pilota dell'Alpine, Ocon. Le Mercedes si sono trovate in difficoltà nella ricerca del giro veloce, ma si sono dimostrate più veloci nella simulazione di gara. Vettel, dopo i problemi al motore della prima sessione, non ha potuto girare nella sessione del pomeriggio. Kevin Magnussen è stato, invece, penalizzato da problemi intestinali, lungo tutta la giornata di prova.
Al termine della seconda sessione di prove libere del venerdì, Lance Stroll, Carlos Sainz Jr. e Lewis Hamilton vengono convocati dai commissari sportivi in quanto il pilota canadese ha ostacolato quello spagnolo alla curva 13, e quello britannico ha ostacolato quello canadese, sempre alla stessa curva. Stroll e Hamilton non ricevono sanzioni. Sebastian Vettel viene convocato per l'uso non autorizzato dello scooter in pista al termine della prima sessione di prove libere. Il pilota tedesco viene multato di 5 000 euro dalla Federazione. Yuki Tsunoda e Carlos Sainz Jr. vengono convocati in quanto il pilota giapponese ha ostacolato quello spagnolo alla curva 2. Tsunoda riceve una reprimenda, la seconda della stagione.
Prima dell'inizio della terza sessione di prove libere del sabato, sulla vettura di Sebastian Vettel viene installata la seconda unità relativa al motore a combustione interna, al turbocompressore, all'MGU-H, all'MGU-K e all'impianto di scarico. Sulla vettura di Valtteri Bottas viene installata la seconda unità relativa all'impianto di scarico. Entrambi i piloti non sono penalizzati sulla griglia di partenza in quanto i nuovi componenti installati rientrano tra quelli utilizzabili nel numero massimo stabilito dal regolamento tecnico.
Nella sessione del sabato il pilota più veloce è Lando Norris della McLaren. Il britannico ha preceduto Leclerc e Pérez. La sessione è stata caratterizzata da ben due interruzioni, con bandiera rossa, per incidenti che hanno coinvolto le due Aston Martin. Il primo a finire a muro è stato Vettel, nella prima fase della sessione. Il tedesco ha perso la vettura alla curva 11. Sempre nella stessa curva, ma a pochi minuti dalla fine della sessione, anche Lance Stroll è terminato contro le barriere a forte velocità. Entrambi i piloti sono usciti incolumi dalle loro monoposto.
Verstappen è solo settimo, dopo avere abortito ben tre tentativi veloci. L'olandese ha comunque preceduto Hamilton, che è ottavo. La Mercedes ha modificato l'assetto aerodinamico, ora più scarico, ma più soggetto al saltellamento.

### Risultati
Nella prima sessione del venerdì si è avuta questa situazione:
| Pos | Nº | Pilota           | Costruttore          | Tempo    | Gap    | Giri |
| --- | -- | ---------------- | -------------------- | -------- | ------ | ---- |
| 1   | 55 | Carlos Sainz Jr. | Ferrari              | 1'19"806 |        | 24   |
| 2   | 16 | Charles Leclerc  | Ferrari              | 1'20"377 | +0"571 | 21   |
| 3   | 11 | Sergio Pérez     | Red Bull Racing-RBPT | 1'20"399 | +0"593 | 20   |

Nella seconda sessione del venerdì si è avuta questa situazione:
| Pos | Nº | Pilota           | Costruttore          | Tempo    | Gap    | Giri |
| --- | -- | ---------------- | -------------------- | -------- | ------ | ---- |
| 1   | 16 | Charles Leclerc  | Ferrari              | 1'18"978 |        | 27   |
| 2   | 1  | Max Verstappen   | Red Bull Racing-RBPT | 1'19"223 | +0"245 | 22   |
| 3   | 55 | Carlos Sainz Jr. | Ferrari              | 1'19"376 | +0"398 | 27   |

Nella sessione del sabato mattina si è avuta questa situazione:
| Pos | Nº | Pilota          | Costruttore          | Tempo    | Gap    | Giri |
| --- | -- | --------------- | -------------------- | -------- | ------ | ---- |
| 1   | 4  | Lando Norris    | McLaren-Mercedes     | 1'19"117 |        | 12   |
| 2   | 16 | Charles Leclerc | Ferrari              | 1'19"249 | +0"132 | 15   |
| 3   | 11 | Sergio Pérez    | Red Bull Racing-RBPT | 1'19"265 | +0"148 | 17   |

## Qualifiche

### Resoconto
Prima dell'inizio delle qualifiche, sulla vettura di Sebastian Vettel e Valtteri Bottas viene installata la seconda scatola del cambio e la seconda trasmissione. Entrambi i piloti non sono penalizzati sulla griglia di partenza in quanto i nuovi componenti rientrano tra quelli utilizzabili nel numero massimo stabilito dal regolamento tecnico. Sempre prima dello svolgimento delle qualifiche, la FIA decide di eliminare una delle quattro zone DRS previste. Per ragioni di sicurezza non viene più permesso utilizzare il dispositivo tra la curva 8 e la 9.
I piloti della Ferrari sono i primi a lanciarsi in pista, mentre i meccanici dell'Aston Martin devono lavorare alacremente, per consentire ai due piloti di prendere parte alle qualifiche, dopo gli incidenti della mattina. Leclerc chiude il primo giro in 1'19"391, tempo poi battuto dal compagno di team Sainz Jr.. Alle spalle del duo della Ferrari c'è Lando Norris, prima dell'arrivo di Sergio Pérez, che sale secondo, a due decimi dal tempo di Sainz Jr.. L'altro pilota della Red Bull Racing, Max Verstappen, è quarto. In seguito Leclerc riprende il comando della graduatoria, con 1'18"881. Daniel Ricciardo si posiziona alle spalle di Norris, mentre Valtteri Bottas, dopo un testacoda, scala quinto, davanti a Fernando Alonso. Poco dopo Norris risale in quarta posizione.
Verstappen scala secondo, portandosi a 44 millesimi da Leclerc. Alonso conferma la sua competitività, risalendo al quarto posto. Anche i piloti della Mercedes entrano in classifica, con il decimo e undicesimo tempo, ma le loro prestazioni non sono sufficienti per il passaggio alla fase seguente. Si migliora ancora Verstappen, che prende il comando della classifica. Alle sue spalle risale ancora Pérez. Hamilton sale all'ottavo posto, mentre, a cinque minuti dalla fine della sessione, Stroll riesce a prendere la pista, a differenza di Sebastian Vettel, che non ha la vettura riparata in tempo. Russell è nono, davanti a Ocon.
La sessione viene interrotta, con bandiera rossa, quando mancano pochi minuti al suo termine. A causa di un'incomprensione, Nicholas Latifi e Lance Stroll vanno a contatto, con il pilota della Williams che termina contro il muretto. Il tempo necessario per sistemare il tracciato consente ai tecnici dell'Aston Martin di riparare la monoposto di Vettel che, così, può tentare di qualificarsi alla Q2. Una lunga fila di vetture torna sul tracciato, nel tentativo di iniziare il giro prima del termine della sessione. Entrano in pista troppo tardi le due Mercedes, che così non hanno l'occasione di fare segnare un nuovo tempo valido. Non riescono a qualificarsi per la sessione successiva Alexander Albon, Kevin Magnussen e Vettel, oltre ai due canadesi Latifi e Stroll. Albon è costretto a lasciare la sua Williams lungo la pista; ciò comporta il necessario intervento dei commissari, e uno slittamento dell'inizio della seconda fase delle qualifiche.
In Q2 Verstappen ferma i cronometri sull'1'18"611, mentre la sessione è subito caratterizzata da un testacoda di George Russell. Pérez è più lento, di tre decimi, rispetto al campione del mondo, ma fa meglio di Leclerc, che è terzo. A due decimi dal monegasco si piazza Sainz Jr., che precede Gasly e Ocon. Il messicano è comunque posto sotto inchiesta, per non avere rispettato le bandiere gialle, esposte in seguito all'errore di Russell. Tra le due Red Bull si inserisce Alonso, mentre tra le due Ferrari si piazzano le due McLaren. Hamilton coglie l'ottavo tempo.
Poco dopo Pérez fa segnare 1'18"340, mentre Russell entra tra i primi dieci tempi. Non ce la fanno, invece, le due Alfa Romeo, con Bottas davanti a Zhou. Scala al secondo posto Leclerc, mentre Sainz Jr. sale quarto. Ocon si migliora, ed è ottavo, facendo scendere Hamilton al decimo tempo. Il britannico, però, si migliora, ed entra nella decina di piloti che si giocheranno la pole position. Vengono eliminati Pierre Gasly, Bottas, che mette fine a una striscia di 103 gare di fila con l'entrata nella Q3, nuovo record nella categoria, Tsunoda, Zhou e Mick Schumacher. Nella parte finale della sessione i piloti iniziano a lamentarsi del sole che, tramontando, rende difficile la visione della pista.
Nella fase conclusiva Verstappen è il primo pilota a chiudere il giro (1'18"399): il tempo dell'olandese è battuto, per un millesimo, da Pérez. Il pilota di casa, Daniel Ricciardo, è terzo, davanti a Ocon, mentre Leclerc e Hamilton hanno abortito il loro primo giro rapido. Con il secondo giro veloce Leclerc sale al comando, con 1'18"239. Alonso, dopo avere segnato il miglior tempo assoluto nel secondo settore, sbatte alla curva 11, per un problema idraulico. La direzione di gara espone la bandiera rossa, che interrompe la sessione. Ciò priva Sainz Jr. di un ottimo tempo, in quanto lo spagnolo passa sulla linea dell'arrivo pochi istanti dopo che la sessione era stata interrotta.
La sessione viene rilanciata, quando mancano meno di sette minuti al suo termine. Oltre a Sainz Jr., anche i due piloti della Mercedes non hanno ancora fatto segnare dei tempi. Pérez sfiora l'impresa di battere il tempo di Leclerc, essendo più lento di un solo millesimo. Russell è quarto, Hamilton sesto, con 42 millesimi di ritardo dal connazionale. Verstappen strappa la pole position provvisoria (1'18"154), prima della risposta di Leclerc, che chiude in 1'17"868. La seconda fila è di Pérez e Norris, che precedono il duo della Mercedes. Per il ferrarista è l'undicesima partenza al palo in carriera. La Ferrari non coglieva la pole position nel Gran Premio d'Australia dall'edizione del 2007 con Kimi Räikkönen, poi campione del mondo. Leclerc è il primo pilota diverso da Lewis Hamilton a conquistare la pole position sul circuito di Melbourne nell'era turbo-ibrida iniziata nella stagione 2014. Il monegasco interrompe anche una serie di sei partenze in prima fila in Australia proprio di Hamilton tra il 2014 e il 2019, anno dell'ultima edizione del Gran Premio prima dello scoppio della pandemia di COVID-19. La qualificazione al secondo posto di Max Verstappen è la partenza in prima fila per la Red Bull nel Gran Premio d'Australia per la prima volta dall'edizione del 2014, quando Daniel Ricciardo ottenne proprio il secondo posto. Il quarto posto di Lando Norris è il miglior risultato per la McLaren dal Gran Premio d'Australia 2014 quando al debutto Kevin Magnussen si qualificò nella stessa posizione. Per Lewis Hamilton, quinto, si tratta per la prima volta della qualificazione al di fuori dei primi tre posti dal Gran Premio d'Australia 2010 quando ottenne il decimo posto con la McLaren-Mercedes. Nella gara di casa, Daniel Ricciardo, settimo, ottiene il miglior risultato in qualifica dall'edizione del 2015 quando fu sesto con la Red Bull. Il nono posto di Carlos Sainz Jr. rappresenta per la Ferrari la prima volta dall'edizione 2015 che una sua vettura è qualificata al di fuori delle prime cinque posizioni. Valtteri Bottas termina una striscia di 103 Gran Premi con la qualificazione al Q3, nuovo record. Sebastian Vettel non riesce a qualificarsi al Q3 per la prima volta nel Gran Premio d'Australia.
Al termine delle qualifiche Lance Stroll e Nicholas Latifi vengono convocati dai commissari sportivi a causa di una collisione tra i due piloti alla curva 9, nel corso della Q1. Stroll viene penalizzato di tre posizioni sulla griglia di partenza e di due punti sulla superlicenza. Sergio Pérez viene convocato per non avere rispettato la singola bandiera gialla, durante la Q2. Il pilota messicano non riceve sanzioni. Zhou Guanyu, Charles Leclerc e Yuki Tsunoda vengono convocati per avere guidato lentamente in un giro di rientro ai box, durante la Q1. Zhou e Leclerc non ricevono sanzioni, mentre Tsunoda una reprimenda, la terza della stagione.
Durante le verifiche tecniche della Federazione sulla vettura di Alexander Albon è stato solamente possibile estrarre 0,33 litri di carburante invece di un litro come stabilito dal regolamento tecnico. Per questo motivo il pilota thailandese viene convocato dai commissari sportivi. Albon viene squalificato dalla sessione di qualifica.
L'Aston Martin è stata multata di 600 euro dalla Federazione in quanto Sebastian Vettel ha superato il limite di velocità nella corsia dei box. È stato cancellato un tempo dai commissari sportivi per avere tagliato la curva 11. Se l'è visto cancellare Yuki Tsunoda.

### Risultati
Nella sessione di qualifica si è avuta questa situazione:
| Pos                         | Nº | Pilota           | Costruttore                  | Q1          | Q2       | Q3          | Griglia |
| --------------------------- | -- | ---------------- | ---------------------------- | ----------- | -------- | ----------- | ------- |
| 1                           | 16 | Charles Leclerc  | Ferrari                      | 1'18"881    | 1'18"606 | 1'17"868    | 1       |
| 2                           | 1  | Max Verstappen   | Red Bull Racing-RBPT         | 1'18"580    | 1'18"611 | 1'18"154    | 2       |
| 3                           | 11 | Sergio Pérez     | Red Bull Racing-RBPT         | 1'18"834    | 1'18"340 | 1'18"240    | 3       |
| 4                           | 4  | Lando Norris     | McLaren-Mercedes             | 1'19"280    | 1'19"066 | 1'18"703    | 4       |
| 5                           | 44 | Lewis Hamilton   | Mercedes                     | 1'19"401    | 1'19"106 | 1'18"825    | 5       |
| 6                           | 63 | George Russell   | Mercedes                     | 1'19"405    | 1'19"076 | 1'18"933    | 6       |
| 7                           | 3  | Daniel Ricciardo | McLaren-Mercedes             | 1'19"665    | 1'19"130 | 1'19"032    | 7       |
| 8                           | 31 | Esteban Ocon     | Alpine-Renault               | 1'19"605    | 1'19"136 | 1'19"061    | 8       |
| 9                           | 55 | Carlos Sainz Jr. | Ferrari                      | 1'18"983    | 1'18"469 | 1'19"408    | 9       |
| 10                          | 14 | Fernando Alonso  | Alpine-Renault               | 1'19"192    | 1'18"815 | senza tempo | 10      |
| 11                          | 10 | Pierre Gasly     | AlphaTauri-RBPT              | 1'19"580    | 1'19"226 | N.D.        | 11      |
| 12                          | 77 | Valtteri Bottas  | Alfa Romeo-Ferrari           | 1'19"251    | 1'19"410 | N.D.        | 12      |
| 13                          | 22 | Yuki Tsunoda     | AlphaTauri-RBPT              | 1'19"742    | 1'19"424 | N.D.        | 13      |
| 14                          | 24 | Zhou Guanyu      | Alfa Romeo-Ferrari           | 1'19"910    | 1'20"155 | N.D.        | 14      |
| 15                          | 47 | Mick Schumacher  | Haas-Ferrari                 | 1'20"104    | 1'20"465 | N.D.        | 15      |
| 16                          | 20 | Kevin Magnussen  | Haas-Ferrari                 | 1'20"254    | N.D.     | N.D.        | 16      |
| 17                          | 5  | Sebastian Vettel | Aston Martin Aramco-Mercedes | 1'21"149    | N.D.     | N.D.        | 17      |
| 18                          | 6  | Nicholas Latifi  | Williams-Mercedes            | 1'21"372    | N.D.     | N.D.        | 18      |
| SQ                          | 23 | Alexander Albon  | Williams-Mercedes            | 1'20"135    | N.D.     | N.D.        | 20      |
| Tempo limite 107%: 1'24"080 |    |                  |                              |             |          |             |         |
| NQ                          | 18 | Lance Stroll     | Aston Martin Aramco-Mercedes | senza tempo | N.D.     | N.D.        | 19      |

In grassetto sono indicate le migliori prestazioni in Q1, Q2 e Q3.

## Gara

### Resoconto

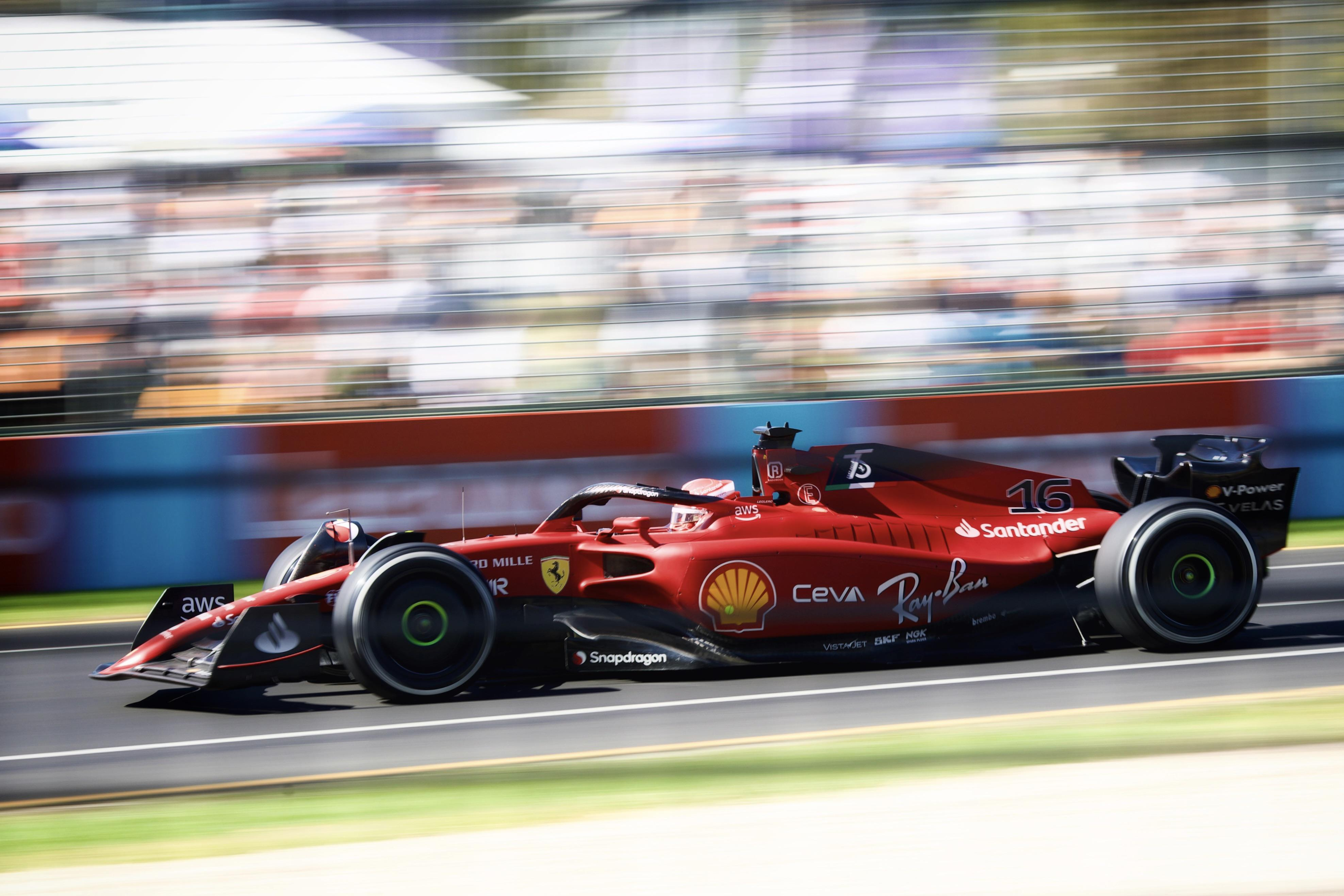
Charles Leclerc al volante della sua Ferrari F1-75 sul tracciato dell'Albert Park, dove il monegasco ottiene il primo Grand Chelem della carriera.

Prima della gara, sulla vettura di Nicholas Latifi viene installata la seconda scatola del cambio e la seconda trasmissione. Il pilota canadese della Williams non è penalizzato sulla griglia di partenza in quanto i nuovi componenti rientrano tra quelli utilizzabili nel numero massimo stabilito dal regolamento tecnico.
Charles Leclerc mantiene il comando del Gran Premio alla partenza, resistendo a Max Verstappen. Alle loro spalle si installa Lewis Hamilton, che sfrutta un'indecisione di Sergio Pérez. Parte male invece Carlos Sainz Jr., che scende a centro gruppo. Poco dopo lo spagnolo va lungo alla curva 9 e finisce nella ghiaia. La direzione di gara decide dapprima per la virtual safety car, poi invia in pista la vettura di sicurezza. In questo periodo Lance Stroll effettua due pit stop di fila, passando prima alle gomme medie, poi tornando subito alle dure, con le quali decide di completare la gara, senza altre soste.
Alla ripartenza il monegasco conserva la prima posizione davanti a Verstappen e Hamilton. Al nono giro Pérez passa il britannico, per il terzo posto. La situazione in gara resta invariata per alcuni giri. Al sedicesimo passaggio Leclerc ha ampliato il vantaggio su Verstappen a otto secondi, mentre Pérez è a cinque secondi dal compagno di scuderia. Verstappen si ferma, per il cambio gomme, al diciottesimo giro. L'olandese opta per le gomme a mescola dura. Rientra in gara settimo, davanti a Pierre Gasly. Il pilota dell'AlphaTauri viene, poco dopo, attaccato con successo da Fernando Alonso. Al diciannovesimo giro si fermano anche Pérez e Lando Norris. Al ventiduesimo giro vanno al cambio gomme sia Leclerc che Hamilton. Il monegasco rientra in gara ancora in testa, ma trova vicino George Russell, che però, a causa della safety car disposta dalla direzione di gara per un incidente di Sebastian Vettel, non può attaccare il ferrarista. Il britannico però sfrutta la situazione per il cambio gomme.
Alla ripresa della gara Leclerc si ritrova alle sue spalle Verstappen. L'olandese sfrutta un piccolo errore del monegasco all'ultima curva, si avvicina, ma non riesce a passare la Ferrari alla prima staccata. Alle spalle dei primi due si piazza Russell, seguito da Alonso, che non ha cambiato le gomme, Pérez e Hamilton. Lo spagnolo dell'Alpine cede la posizione prima a Pérez, poi a Hamilton, tra il ventinovesimo e trentesimo giro. Al trentacinquesimo giro Daniel Ricciardo prende l'ottava posizione a Kevin Magnussen, mentre, nel giro successivo, Pérez sale terzo, passando Russell. Nel giro successivo Verstappen è costretto al ritiro per una perdita di carburante. La direzione di gara decide per il regime della virtual safety car: Alonso e Magnussen effettuano la loro sosta.
Leclerc si trova a condurre, con un margine di 12 secondi su Pérez. Seguono poi le due Mercedes e le due McLaren. Più dietro si crea un trenino di diverse vetture, comandato da Stroll, nono, che però è penalizzato di cinque secondi, per avere cambiato direzione più di una volta nel difendere la propria posizione da un tentativo di sorpasso di Bottas. Leclerc impiega gli ultimi giri per inanellare giri veloci. Gasly passa Stroll, al cinquantesimo giro; il canadese è poi passato da Bottas, poco dopo. Gasly commette un errore, all'ultima curva, al cinquantatreesimo giro, e viene passato, a sua volta, da Bottas. Alexander Albon, settimo, attende l'ultimo giro per effettuare la sosta obbligatoria per cambiare il tipo di mescola degli pneumatici. Questo però non gli impedisce di terminare in zona punti.
Charles Leclerc vince il suo quarto Gran Premio in carriera partendo sempre dalla pole position, vittoria che rappresenta il duecentoquarantesimo successo per la Ferrari nel campionato mondiale, il terzo delle ultime quattro partecipazioni della scuderia nel Gran Premio d'Australia, dopo Sebastian Vettel nelle edizioni del 2017 e 2018, senza contare i Gran Premi del 2020 e 2021 annullati a causa della pandemia di COVID-19. Il monegasco ottiene il suo primo Grand Chelem (pole position, giro veloce e vittoria del Gran Premio conducendo tutti i giri in testa), ed è il secondo pilota della Ferrari negli ultimi 18 anni a conquistare questo traguardo, dopo Fernando Alonso nel Gran Premio di Singapore 2010, oltre a diventare il cinquantasettesimo pilota a condurre un Gran Premio dall'inizio alla fine. È il secondo Grand Chelem per un pilota della Ferrari nel Gran Premio d'Australia dopo Michael Schumacher nell'edizione del 2004. Leclerc conduce la classifica piloti con 34 punti di margine su George Russell, più dei punti in palio per una vittoria di un Gran Premio (25) per la prima volta dal campionato 2012 con Fernando Alonso alla guida della Ferrari. Il britannico della Mercedes conquista il primo podio con la scuderia tedesca, per la prima volta dal Gran Premio del Belgio 2021, ottenuto con la Williams. Per la Mercedes è il settimo podio consecutivo in Australia nell'era turbo-ibrida iniziata nella stagione 2014, senza considerare le due edizioni del 2020 e 2021 della gara annullate per via della pandemia. Alexander Albon conclude a punti dal suo rientro in Formula 1 per la prima volta dal Gran Premio di Abu Dhabi 2020 con la Red Bull Racing, mentre Carlos Sainz Jr. termina una striscia di 17 gare a punti e di 31 Gran Premi al traguardo.

### Risultati
I risultati del Gran Premio sono i seguenti:
| Pos | Nº | Pilota           | Costruttore                  | Giri | Tempo/Ritiro          | Griglia | Punti |
| --- | -- | ---------------- | ---------------------------- | ---- | --------------------- | ------- | ----- |
| 1   | 16 | Charles Leclerc  | Ferrari                      | 58   | 1h27'46"548           | 1       | 26    |
| 2   | 11 | Sergio Pérez     | Red Bull Racing-RBPT         | 58   | +20"524               | 3       | 18    |
| 3   | 63 | George Russell   | Mercedes                     | 58   | +25"593               | 6       | 15    |
| 4   | 44 | Lewis Hamilton   | Mercedes                     | 58   | +28"543               | 5       | 12    |
| 5   | 4  | Lando Norris     | McLaren-Mercedes             | 58   | +53"303               | 4       | 10    |
| 6   | 3  | Daniel Ricciardo | McLaren-Mercedes             | 58   | +53"737               | 7       | 8     |
| 7   | 31 | Esteban Ocon     | Alpine-Renault               | 58   | +1'01"683             | 8       | 6     |
| 8   | 77 | Valtteri Bottas  | Alfa Romeo-Ferrari           | 58   | +1'08"439             | 12      | 4     |
| 9   | 10 | Pierre Gasly     | AlphaTauri-RBPT              | 58   | +1'16"221             | 11      | 2     |
| 10  | 23 | Alexander Albon  | Williams-Mercedes            | 58   | +1'19"382             | 20      | 1     |
| 11  | 24 | Zhou Guanyu      | Alfa Romeo-Ferrari           | 58   | +1'21"695             | 14      |       |
| 12  | 18 | Lance Stroll     | Aston Martin Aramco-Mercedes | 58   | +1'28"598             | 19      |       |
| 13  | 47 | Mick Schumacher  | Haas-Ferrari                 | 57   | +1 giro               | 15      |       |
| 14  | 20 | Kevin Magnussen  | Haas-Ferrari                 | 57   | +1 giro               | 16      |       |
| 15  | 22 | Yuki Tsunoda     | AlphaTauri-RBPT              | 57   | +1 giro               | 13      |       |
| 16  | 6  | Nicholas Latifi  | Williams-Mercedes            | 57   | +1 giro               | 18      |       |
| 17  | 14 | Fernando Alonso  | Alpine-Renault               | 57   | +1 giro               | 10      |       |
| Rit | 1  | Max Verstappen   | Red Bull Racing-RBPT         | 38   | Perdita di carburante | 2       |       |
| Rit | 5  | Sebastian Vettel | Aston Martin Aramco-Mercedes | 22   | Incidente             | 17      |       |
| Rit | 55 | Carlos Sainz Jr. | Ferrari                      | 1    | Testacoda             | 9       |       |

Charles Leclerc riceve un punto addizionale per avere segnato il giro più veloce della gara.

## Classifiche mondiali

### Piloti
| Pos | Pilota           | Punti |
| --- | ---------------- | ----- |
| 1   | Charles Leclerc  | 71    |
| 2   | George Russell   | 37    |
| 3   | Carlos Sainz Jr. | 33    |
| 4   | Sergio Pérez     | 30    |
| 5   | Lewis Hamilton   | 28    |
| 6   | Max Verstappen   | 25    |
| 7   | Esteban Ocon     | 20    |
| 8   | Lando Norris     | 16    |
| 9   | Kevin Magnussen  | 12    |
| 10  | Valtteri Bottas  | 12    |
| 11  | Daniel Ricciardo | 8     |
| 12  | Pierre Gasly     | 6     |
| 13  | Yuki Tsunoda     | 4     |
| 14  | Fernando Alonso  | 2     |
| 15  | Zhou Guanyu      | 1     |
| 16  | Alexander Albon  | 1     |

### Costruttori
| Pos | Costruttore          | Punti |
| --- | -------------------- | ----- |
| 1   | Ferrari              | 104   |
| 2   | Mercedes             | 65    |
| 3   | Red Bull Racing-RBPT | 55    |
| 4   | McLaren-Mercedes     | 24    |
| 5   | Alpine-Renault       | 22    |
| 6   | Alfa Romeo-Ferrari   | 13    |
| 7   | Haas-Ferrari         | 12    |
| 8   | AlphaTauri-RBPT      | 10    |
| 9   | Williams-Mercedes    | 1     |

## Decisioni della FIA
Al termine della gara Mick Schumacher, Pierre Gasly e Yuki Tsunoda vengono convocati dai commissari sportivi per una quasi collisione tra loro sotto il regime di safety car. I tre piloti non ricevono sanzioni. Fernando Alonso e Kevin Magnussen vengono convocati in quanto il pilota danese ha forzato quello spagnolo fuori dalla traiettoria in fase di duello. Magnussen non riceve sanzioni.